# Quan hệ Hàn Quốc – Việt Nam
Quan hệ Hàn Quốc – Việt Nam là mối quan hệ ngoại giao được thiết lập chính thức giữa Đại Hàn Dân Quốc và Cộng hòa Xã hội chủ nghĩa Việt Nam. Hai quốc gia tuy khác nhau về địa lý, thể chế chính trị cũng như ý thức hệ nhưng lại có rất nhiều nét tương đồng về con người, lịch sử và văn hóa. Khác với Quan hệ Triều Tiên – Việt Nam chủ yếu mang "tình hữu nghị cộng sản" nhưng rất hạn chế về hoạt động thương mại (do CHDCND Triều Tiên bị Hoa Kỳ cấm vận) và vốn đã bị xấu đi sau khi CHDCND Triều Tiên trợ giúp Khmer Đỏ trong chiến tranh biên giới Tây Nam (1978) cũng như công khai ủng hộ Trung Quốc trong chiến tranh biên giới Việt–Trung (1979), thì quan hệ Hàn - Việt tương tự như quan hệ Mỹ – Việt, đều là những mối quan hệ ngoại giao "kiểu mới", với phương châm: "Thù cũ bạn mới", "Chuyển thù thành bạn" và "Khép lại quá khứ hướng tới tương lai". Ngày thiết lập quan hệ ngoại giao của Việt Nam với Hàn Quốc là ngày 22 tháng 12 năm 1992 và đồng thời hai quốc gia cũng bắt đầu nâng cấp mối quan hệ lên thành "Đối tác chiến lược toàn diện" kể từ chiều ngày 5/12/2022 trong chuyến thăm Hàn Quốc của Chủ tịch nước Việt Nam Nguyễn Xuân Phúc nhân dịp kỷ niệm 30 năm thiết lập quan hệ ngoại giao song phương (22/12/1992 - 22/12/2022).

## Lịch sử

### Chiến tranh Việt Nam
Sau khi Hiệp định Genève được ký kết, Việt Nam tạm chia làm 2 miền tồn tại 2 chính quyền song song với hai thể chế chính trị khác nhau, trong thời gian này vào năm 1957, Hàn Quốc và Việt Nam Cộng hòa bắt đầu thiết lập quan hệ ngoại giao với nhau. Trước đó trong thời gian Chiến tranh Đông Dương đang xảy ra, phía Hàn Quốc cũng muốn sớm thiết lập quan hệ với Quốc gia Việt Nam và Tổng thống Hàn Quốc lúc bấy giờ là Lý Thừa Vãn cam kết với Quốc gia Việt Nam là sẽ gửi quân tham chiến giúp chống lại Việt Minh sớm nhất vào năm 1954, tuy nhiên lời đề nghị và cam kết của phía 2 bên bị từ chối bởi Bộ Ngoại giao Mỹ dẫn đến kết quả là hoãn thiết lập quan hệ ngoại giao.

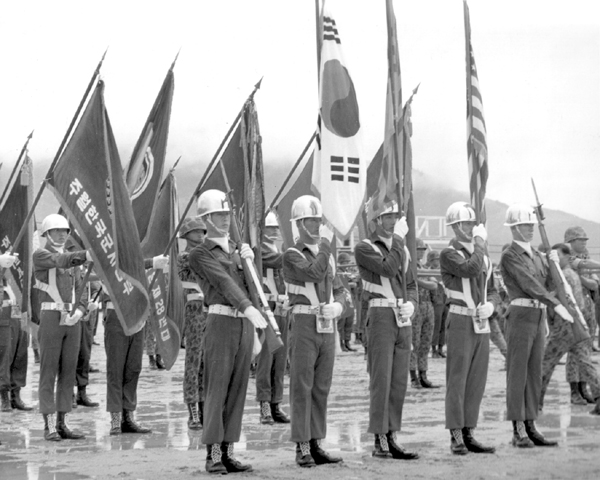
Binh lính Hàn Quốc trong cuộc chiến tranh Việt Nam

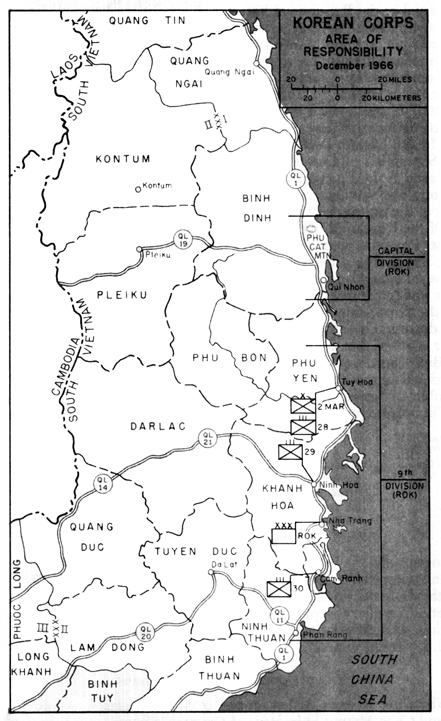
Bản đồ thể hiện vùng căn cứ điểm của Quân đội Đại Hàn trong cuộc chiến tranh Việt Nam vào năm 1966.

Trong thời gian Chiến tranh Việt Nam diễn ra, quân đội Mỹ đã cùng một số đồng minh của họ đến để hỗ trợ cho Việt Nam Cộng hoà. Hàn Quốc không phải ngoại lệ với đồng minh của Mỹ. Vào thời điểm Chiến tranh Việt Nam đang ngày  bắt đầu leo thang, Tổng thống Lý Thừa Vãn đã cho gửi 2000 quân hỗ trợ miền nam Việt Nam sớm nhất là năm 1954 nhưng lời điều kiện này đã bị từ chối bởi Bộ Ngoại giao Mỹ, cho đến năm 1966, trước sự leo thang xung đột lên đến đỉnh điểm giữa 2 miền Việt Nam, Tổng thống Hàn Quốc Park Chung Hee đã gửi 6000 quân theo yêu cầu của Hoa Kỳ tham chiến, giúp đỡ cho Việt Nam Cộng hòa, tuy nhiên, việc Quân đội Đại Hàn gây ra nhiều tội ác chiến tranh đã khiến cho quan hệ giữa Việt Nam Cộng hòa và Đại Hàn ngày càng xấu đi với những hành động như lạm dụng tình dục phụ nữ chưa đủ 18 tuổi, đàn áp dân thường, ép trẻ em đi lính, giết chết tất cả những người bị nghi ngờ là du kích của Việt Cộng,... Quân đội này rút khỏi Việt Nam vào đầu năm 1970 và cho đến năm 1975, sau khi Việt Nam Cộng hoà sụp đổ thì mối quan hệ giữa Đảng Cộng sản Việt Nam và chính phủ Hàn Quốc mới dần ổn định trở lại.

### Bình thường hóa
Sau năm 1975, với sự bao vây cấm vận của Mỹ, quan hệ giữa Việt Nam và Hàn Quốc ngày càng trở nên khó khăn. Vào đầu năm 1980, khi Mỹ nới lỏng chính sách cấm vận, mối quan hệ này đã dần được cải thiện đáng kể, hàng hóa của Việt Nam vào Hàn Quốc thời bấy giờ là gạo và lúa. Cho đến năm 1990, khi Việt Nam đã thực hiện chính sách mở cửa thì mối quan hệ này đã dần tốt hơn, đồng thời sau khi thiết lập quan hệ ngoại giao chính thức với Hàn Quốc thì chính phủ Hàn Quốc ngay sau đó đã cùng với các doanh nghiệp nước này ào ạt đầu tư vào hạ tầng giáo dục, hợp tác phát hành, đầu tư và truyền bá rộng rãi các thể loại phim ảnh, chương trình truyền hình, âm nhạc,... Vào đầu năm 1996, ngôi trường được Hàn Quốc đầu tư tại Việt Nam đầu tiên đã được khánh thành nhằm tiếp tục đẩy mạnh hơn nữa mối quan hệ hữu nghị Việt - Hàn.
Chiều 5 tháng 12 năm 2022, ngay sau cuộc hội đàm tại Thủ đô Seoul, Hàn Quốc giữa Chủ tịch nước Nguyễn Xuân Phúc và Tổng thống Hàn Quốc Yoon Suk-yeol, 2 nước đã thống nhất nâng cấp quan hệ song phương từ Đối tác chiến lược lên "Đối tác chiến lược toàn diện" nhân dịp kỷ niệm 30 năm thiết lập quan hệ ngoại giao song phương (22/12/1992 - 22/12/2022).

## Nâng cao quan hệ
Việt Nam còn biết đến là một quốc gia Đông Nam Á gần gũi nhất với Hàn Quốc bởi nét đặc trưng về văn hóa, phong tục tập quán, ngày lễ cũng như các hoạt động dân gian, ngoài ra, người Việt cũng có tính quyết tâm phấn đấu, chịu khó và ham học hỏi - điều mà mỗi dân tộc Á Đông đều quý trọng đặc biệt là Hàn Quốc - quốc gia luôn có quan niệm cứng rắn trong việc xây dựng chính sách kinh tế theo đường lối khắc khổ, đề cao sự tự cường, tự lực và cống hiến.
Ngoài ra hình ảnh, văn hóa, lối sống kiểu Hàn Quốc còn thâm nhập, truyền bá nét đặc trưng văn hóa của mình vào cuộc sống của người Việt nhưng sau đó chính phía Hàn Quốc lại có chiều hướng bị hình ảnh Việt Nam chinh phục, ví dụ nhiều người Hàn như sinh viên, doanh nhân, nghệ sĩ đều chọn Việt Nam làm điểm đến để sinh sống và lập nghiệp, ngoài ra, các giá trị văn hóa nghìn năm của người Việt, nét đặc trưng lâu đời cũng là một khía cạnh quan trọng mà phía Hàn Quốc còn phải học hỏi Việt Nam để cải thiện văn hóa của chính mình ngày càng tốt hơn.

## Hợp tác, giao lưu trong công cuộc xây dựng đất nước
Vốn là một nước nghèo tài nguyên thiên nhiên giống như Nhật Bản, thị trường trong nước nhỏ bé, eo hẹp, tích luỹ trong nước ít, nhưng qua hơn 1/4 thế kỷ, Hàn Quốc đã công nghiệp hoá thành công, trở thành một nước công nghiệp phát triển mới (NICS). Trong giai đoạn 1962 - 1992, Hàn Quốc đạt tốc độ tăng trưởng kinh tế bình quân hàng năm lên đến hơn 10%. Năm 1996, GDP tính theo đầu người đạt mức 11.385 USD, trở thành nước thứ hai ở châu Á (chỉ sau Nhật Bản) gia nhập tổ chức kinh tế giành cho các nước phát triển OECD. Thành công phát triển kinh tế của Hàn Quốc được gọi là "Kỳ tích sông Hàn". Từ một nước có GDP tính theo đầu người năm 1962 chỉ đạt 82 USD nhưng cho đến năm 2006 đã là hơn 20.000 USD.
Hiện nay, Hàn Quốc đang phấn đấu để trở thành một "Trung tâm trung chuyển" ở Đông Bắc Á giống như đảo quốc Singapore ở Đông Nam Á.
Trong chiến tranh Việt Nam, phía Hàn Quốc đã đưa hơn 300.000 quân sang Việt Nam để tham chiến, giúp đỡ cho chính phủ Việt Nam Cộng hòa trong cuộc chiến giữa hai phe.
Từ 1975 - 1982, sau khi 2 miền thống nhất, Việt Nam và Hàn Quốc bắt đầu có quan hệ buôn bán tư nhân qua trung gian, và tới năm 1983 thì bắt đầu có quan hệ buôn bán trực tiếp và một số quan hệ phi chính phủ.

## Chuyến thăm ngoại giao
- Ngày 20/4/1992, ký thoả thuận trao đổi Văn phòng liên lạc giữa hai nước.
- Ngày 22/12/1992, ký Tuyên bố chung thiết lập quan hệ ngoại giao cấp Đại sứ. Cùng ngày, Hàn Quốc khai trương Đại sứ quán tại Hà Nội.
- Ngày 19/11/1993 Hàn Quốc khai trương Tổng lãnh sự quán tại Thành phố Hồ Chí Minh.

### Các đoàn Việt Nam thăm Hàn Quốc:
- Bộ trưởng Ngoại giao Nguyễn Mạnh Cầm (tháng 2/1993),
- Thủ tướng Võ Văn Kiệt (tháng 5/1993),
- Tổng Bí thư Đỗ Mười (tháng 4/1995),
- Chủ tịch Quốc hội Nông Đức Mạnh (tháng 3/1998),
- Bộ trưởng Ngoại giao Nguyễn Dy Niên (tháng 8/2000),
- Chủ tịch nước Trần Đức Lương (từ 22-25/8/2001), cùng Tổng thống Hàn Quốc Kim Dae-jung ra Tuyên bố chung thiết lập khuôn khổ quan hệ đối tác mới là "Quan hệ Đối tác toàn diện trong thế kỷ 21",
- Phó Thủ tướng Thường trực Nguyễn Tấn Dũng (từ 29/8-02/9/2002),
- Thủ tướng Phan Văn Khải (từ 15-19/9/2003),
- Thường trực Ban Bí thư Phan Diễn (từ 27/10-01/11/2003),
- Nguyên Thủ tướng Võ Văn Kiệt (tháng 12/2003),
- Phó Chủ tịch nước Trương Mỹ Hoa (tháng 6/2004),
- Chủ tịch Quốc hội Nguyễn Văn An (21-25/7/2004).
- Bộ trưởng Ngoại giao Nguyễn Dy Niên (25/5/2005),
- Chủ tịch nước Trần Đức Lương dự Hội nghị APEC13 tại Hàn Quốc tháng 11/2005, đã có cuộc gặp song phương cấp cao với Tổng thống Roh Moo-hyun.
- Phó Thủ tướng Thường trực Nguyễn Sinh Hùng thăm làm việc tại Hàn Quốc (21-24/5/2007)
- Thủ tướng Nguyễn Tấn Dũng (10-12/12/2014)
- Chủ tịch Quốc hội Nguyễn Thị Kim Ngân (4-7/12/2018)
- Thủ tướng Nguyễn Xuân Phúc (27-18/11/2019)
- Chủ tịch Quốc hội Vương Đình Huệ (12-15/12/2021)
- Chủ tịch nước Nguyễn Xuân Phúc (4-6/12/2022), cùng Tổng thống Yoon Suk-yeol ra Tuyên bố chung nâng cấp quan hệ hai nước lên Đối tác chiến lược toàn diện.

### Các đoàn Hàn Quốc thăm Việt Nam:
- Bộ trưởng Bộ Ngoại giao Lee Sang Ok (ngày 22/12/1992, cùng Bộ trưởng Nguyễn Mạnh Cầm ký Tuyên bố chung thiết lập Quan hệ Ngoại giao cấp Đại sứ),
- Bộ trưởng Ngoại giao Han Sung Joo (tháng 5/1994),
- Thủ tướng Lee Young Dug (tháng 8/1994),
- Bộ trưởng Ngoại giao Gong Ro Myong (tháng 7/1996),
- Chủ tịch Quốc hội Kim Soo Han (tháng 8/1996),
- Tổng thống Kim Young Sam (tháng 11/1996),
- Bộ trưởng Ngoại giao và Thương mại Park Chung Soo (tháng 7/1998),
- Tổng thống Kim Dae-jung (tháng 12/1998, thăm chính thức Việt Nam và dự Hội nghị Cấp cao ASEAN6),
- Bộ trưởng Ngoại giao và Thương mại Hong Soon Young (tháng 7/1999),
- Thủ tướng Lý Hân Đông (từ 08 đến 11/4/2002),
- Chủ tịch Quốc hội Park Hwang Ying (từ 30/9-04/10/2003),
- Bộ trưởng Bộ Ngoại giao và Thương mại Yoon Yong Ham (từ 24-26/12/2003),
- Chủ nhiệm Uỷ ban Ngoại giao Quốc hội Seo Jong Hwa (từ 10-14/02/2004),
- Tổng thống Roh Moo-hyun (10-12/10/2004),
- Thủ tướng Li He Chan (19-21/4/2005),
- Chủ tịch Quốc hội Hàn Quốc Kim Won Ki (14-18/1/2006).
- Tổng thống Hàn Quốc Roh Moo-hyun dự Hội nghị APEC14 tại Hà Nội, đã có cuộc gặp song phương cấp cao với Chủ tịch nước Nguyễn Minh Triết ngày 17/11/2006.
- Tổng thống Park Geun-hye (7-11/9/2013)
- Tổng thống Hàn Quốc Moon Jae-in dự Hội nghị APEC29 tại Hà Nội, đã có cuộc gặp song phương cấp cao với Chủ tịch nước Trần Đại Quang ngày 11/11/2017.
- Tổng thống Moon Jae-in (23-24/3/2018)
- Tổng thống Yoon Suk-yeol (22-24/6/2023)

## Kinh tế

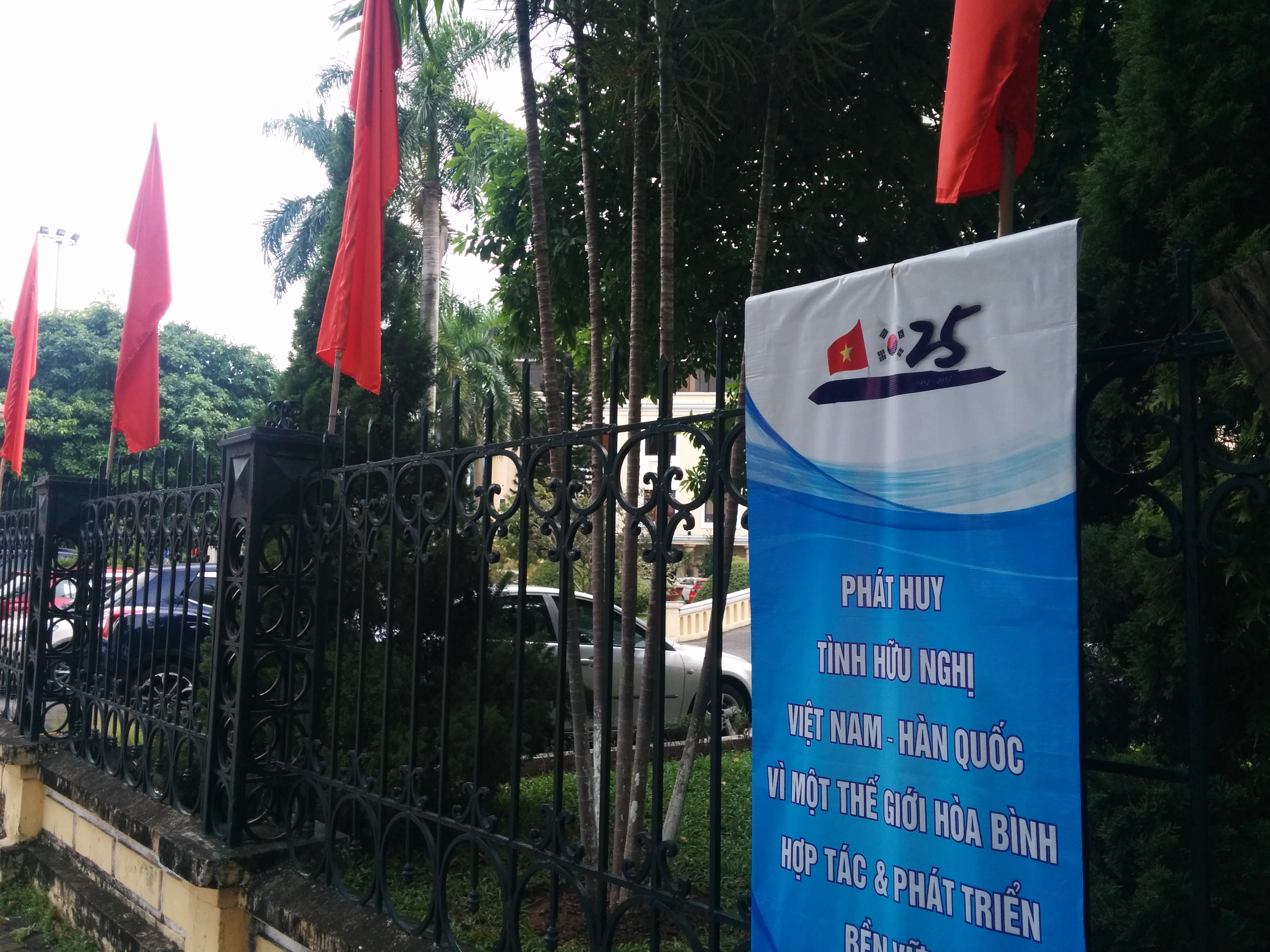
Một biểu ngữ tại Việt Nam kêu gọi phát huy, phát triển hơn nữa mối quan hệ hữu nghị Việt - Hàn.

- Về chính trị: Việc hai bên thường xuyên trao đổi các đoàn cấp cao và các cấp, các ngành đã giúp tăng cường sự hiểu biết lẫn nhau, tăng cường quan hệ hợp tác song phương.
- Về kinh tế, Hàn Quốc đã trở thành đối tác kinh tế quan trọng của Việt Nam. Trong vòng 15 năm sau khi thiết lập quan hệ ngoại giao (1992-2007), Hàn Quốc luôn đứng trong danh sách nhóm 5 nước có quan hệ kinh tế quy mô lớn nhất với Việt Nam.
- Hai nước đã thành lập Uỷ ban liên Chính phủ về Hợp tác Kinh tế và Khoa học kỹ thuật Việt Nam Hàn Quốc để thúc đẩy hợp tác kinh tế song phương.
- Hai bên đã ký nhiều hiệp định quan trọng như: Hiệp định hợp tác kinh tế khoa học kỹ thuật (02/1993), Hiệp định khuyến khích và bảo hộ đầu tưsửa đổi (9/2003), Hiệp định Hàng không, Hiệp định Thương mại (5/1993), Hiệp định tránh đánh thuế 2 lần (5/1994), Hiệp định Văn hoá (8/1994), Hiệp định Vận tải biển (4/1995), Hiệp định Hải quan (3/1995), Hiệp định về hợp tác du lịch (8/2002), Hiệp định hợp tác dẫn độ tội phạm (9/2003), Hiệp định tương trợ tư pháp về hình sự (9/2003), Hiệp định về viện trợ không hoàn lại và hợp tác kỹ thuật (4/2005)…
- Về hợp tác phát triển, đến nay, Hàn Quốc đã cấp và cam kết cấp 188 triệu USD tín dụng ưu đãi và viện trợ không hoàn lại 80 triệu USD; quyết định trong giai đoạn 20062009 tăng mức cung cấp tín dụng ưu đãi cho Việt Nam lên 100 triệu USD/năm, viện trợ không hoàn lại 9,5 triệu USD/năm.
- Về hợp tác đầu tư, tính đến tháng 5/2007, Hàn Quốc là nước đứng thứ 2 trong số các nước và vùng lãnh thổ đầu tư vào Việt Nam với 1365 dự án đầu tư còn hiệu lực với tổng số vốn đăng ký trên 8,54 tỷ USD.
- Về thương mại, năm 2006, kim ngạch buôn bán giữa hai nước ước đạt gần 5 tỷ USD, gấp 10 lần so với kim ngạch tại thời điểm hai nước thiết lập quan hệ ngoại giao chính thức năm 1992. Hiện nay, hai bên đang nỗ lực tìm các giải pháp khắc phục tình trạng nhập siêu của Việt Nam.
- Về hợp tác lao động: Hiện nay, Việt Nam có gần 50 nghìn lao động đang làm việc tại Hàn Quốc và con số này hiện đang tăng dần qua từng năm. Ngày 25/5/2004, Việt Nam và Hàn Quốc ký thoả thuận mới về đưa lao động Việt Nam sang Hàn Quốc theo Luật cấp phép lao động (EPS) của Hàn Quốc.
- Hợp tác du lịch: Trong vài năm gần đây, Hàn Quốc đã trở thành 1 thị trường cung cấp khách du lịch trọng điểm của Việt Nam với lượng khách du lịch Hàn Quốc vào Việt Nam tăng trung bình 30%/năm, với 13 vạn lượt khách năm 2003, hơn 20 vạn năm 2004, hơn 40 vạn năm 2006. Từ ngày 1/7/2004, Việt Nam đã đơn phương miễn visa cho công dân Hàn Quốc.
- Hợp tác văn hoá giáo dục: Hai nước đã ký Hiệp định Văn hoá tháng 8/1994 cùng nhiều thoả thuận hợp tác giao lưu thanh niên và giáo dục khác, thường xuyên có các hoạt động giao lưu văn hoá, nghệ thuật, triển lãm, điện ảnh và công diễn. Nhiều người Việt Nam đã tốt nghiệp đại học, cao học tại Hàn Quốc.
- Tháng 9/1994 Việt Nam thành lập Hội Hữu nghị Việt Nam Hàn Quốc. Năm 2001 Hàn Quốc thành lập Hội Giao lưu Hữu nghị Hàn Quốc Việt Nam. Tháng 5/1993 Hàn Quốc thành lập Hội nghị sĩ hữu nghị Hàn Quốc Việt Nam. Tháng 5/1995 Việt Nam thành lập Hội nghị sĩ hữu nghị Việt Nam - Hàn Quốc.

## Thương mại và đầu tư
Bốn năm sau khi bình thường hóa quan hệ ngoại giao vào năm 1992, Hàn Quốc đã thực hiện hàng năm hơn 1,3 tỷ đô la thương mại với Việt Nam, khiến Hàn Quốc trở thành đối tác thương mại lớn thứ ba của Việt Nam, Hàn Quốc cũng là nhà đầu tư nước ngoài lớn thứ tư sau Đài Loan, Nhật Bản và Hồng Kông, đã đầu tư 1.987 tỷ đô la vào Việt Nam. Tốc độ đầu tư của Hàn Quốc được dự báo sẽ tăng gấp đôi trong vòng mười năm tới, trong năm tháng đầu năm 2006, đầu tư mới của Hàn Quốc vào Việt Nam đạt tổng cộng khoảng hơn 400 triệu đô la, và ước tính có hàng nghìn công ty, doanh nghiệp Hàn Quốc đã và đang hoạt động tại Việt Nam. Theo một thống kê thì tập đoàn Samsung của Hàn Quốc có đóng góp tới 28% vào tổng GDP của Việt Nam trong năm 2018.
Từ năm 2011 đến nay, Hàn Quốc luôn giữ vững ngôi vị là nhà đầu tư nước ngoài lớn nhất tại Việt Nam. Năm 2017, kim ngạch thương mại hai nước đạt 64 tỷ USD. Nhờ đó, Việt Nam hiện là đối tác thương mại lớn thứ tư của Hàn Quốc. Ngược lại, Hàn Quốc cũng là bạn hàng thương mại lớn thứ hai của Việt Nam. Hàn Quốc đứng thứ 2 về lượng vốn hỗ trợ ODA cho Việt Nam chỉ đứng sau Nhật Bản. Quy mô trao đổi thương mại giữa Việt Nam - Hàn Quốc chiếm hơn 40% tổng quy mô trao đổi thương mại giữa Hàn Quốc và các nước ASEAN.

## Viện trợ nhân đạo
Năm 2004, chính phủ Hàn Quốc đã viện trợ 30 ngàn USD giúp Việt Nam khắc phục bệnh cúm gà. Chính phủ Hàn Quốc đã nhiều lần viện trợ giúp Việt Nam khắc phục hậu quả lũ lụt, cụ thể là năm 1995: 30 ngàn USD, năm 1996: 100 ngàn USD, năm 1999: 40 ngàn USD, năm 2000: 30 ngàn USD, năm 2003: 10 ngàn USD, năm 2005: 20 ngàn USD, năm 2006: 50 ngàn USD, năm 2009: 100 ngàn USD, năm 2010: 100 ngàn USD, năm 2011: 200 ngàn USD.

## Văn hóa, thể thao và du lịch
Năm 2017, Việt Nam là điểm du lịch nổi tiếng nhất với người Hàn Quốc trong khu vực Đông Nam Á khi có khoảng 2,4 triệu người Hàn Quốc đến tham quan và nghỉ dưỡng. Tính đến năm 2018, Việt Nam đã đón tổng cộng 3.485.406 lượt khách Hàn Quốc sang du lịch, con số này chỉ đứng sau khách Trung Quốc (4.966.468 khách). Các chuyến bay từ Việt Nam đến Hàn Quốc chiếm 44,5% lưu lượng truy cập ra nước ngoài trong năm 2018. Ngược lại bên phía Hàn Quốc, Thủ đô Hà Nội, Thành phố Hồ Chí Minh, Đà Nẵng và Hội An là những điểm đến hàng đầu mà khách du lịch nước này muốn ghé thăm.
Ngoài ra, mối quan hệ hợp tác giữa hai nước trong lĩnh vực văn hóa hoặc giao lưu nhân dân cũng ngày càng được mở rộng. Làn sóng văn hóa Hàn Quốc (Hallyu) đã ảnh hưởng không nhỏ tới cuộc sống đời thường của người dân Việt Nam thông qua các bộ phim điện ảnh, truyền hình hay các sản phẩm âm nhạc K-pop,… đang rất được ưa thích tại Việt Nam.
Bên cạnh đó, tại Hàn Quốc, các món ăn Việt cũng trở nên gần gũi hơn và được người dân Hàn vô cùng ưa thích. Những nhà hàng Việt Nam như phở và bún chả đang ngày càng xuất hiện nhiều hơn ở Hàn Quốc. Nhiều món ăn Hàn Quốc cũng dần trở nên thông dụng ở Việt Nam, chẳng hạn như kim chi.
Hiện tại, có khoảng 170.000 người Việt Nam đang sinh sống và làm việc tại Hàn Quốc. Ngược lại, khoảng 150.000 người Hàn Quốc đang sống tại Việt Nam. Cộng đồng người Hàn Quốc tại Việt Nam là cộng đồng người nước ngoài lớn nhất, đồng thời là cộng đồng người Hàn Quốc lớn nhất tại ASEAN .
Trong lĩnh vực thể thao, mối quan hệ hợp tác giữa hai nước đã đạt được những kết quả quan trọng. VĐV bắn súng Hoàng Xuân Vinh giành huy chương vàng tại Olympic 2016 (Brazil) dưới sự huấn luyện của chuyên gia người Hàn Quốc Park Chung-gun. Tháng 1 năm 2018, Đội tuyển U23 Việt Nam đã giành ngôi Á quân tại Giải vô địch bóng đá U23 châu Á dưới sự chỉ đạo của HLV người Hàn Quốc Park Hang-seo.

## Nhiệm vụ ngoại giao

### Đại sứ Hàn Quốc tại Việt Nam Cộng hòa
1. Choe Deok Sin (1956–1958, Công sứ)
2. Choe Deok Sin (1958–1961)
3. Pak Tongjin (1961–1962)
4. Shin Sang-chul (1962–1970)
5. Yoo Yang-soo (1971–1974)
6. Kim Young-kwan (1974–1975)

### Đại sứ Hàn Quốc tại CHXHCN Việt Nam
1. Park Noh-soo (1992–1994)
2. Kim Bong-kyu (1994–1997)
3. Cho Won-il (1997–2000)
4. Paik Nak-hwan (2000–2003)
5. Yoo Tae-hyun (2003–2005)
6. Kim Eui-ki (2005–2007)
7. Im Hong-jae (2007–2010)
8. Park Suk-hwan (2010–2011)
9. Ha Chan-ho (2011–2013)
10. Jun Dae-joo (2013–2016)
11. Lee Hyuk (2016–2018)
12. Kim Do-hyun (2018–2019)
13. Park Noh-wan (2019–2022)
14. Oh Young-ju (2022–2023)
15. Choi Young-sam (2023–nay)

### Đại sứ Việt Nam Cộng hòa tại Hàn Quốc
1. Dương Văn Đức (1956–1957, Công sứ)
2. Nguyễn Quí Anh (1957–1964, Đại biện)
3. Ngô Tôn Đạt (1964–1966, Đại biện)
4. Ngô Tôn Đạt (1966–1967)
5. Đỗ Cao Trí (1967–1968)
6. Đặng Ngọc Diêu (1968–1969, Đại biện)
7. Phạm Xuân Chiểu (1969–1975)

### Đại sứ CHXHCN Việt Nam tại Hàn Quốc
1. Nguyễn Phú Bình (1993–1997)
2. Nguyễn Văn Xương (1997–2001)
3. Dương Chính Thức (2001–2005)
4. Phạm Tiến Vân (2005–2010)
5. Trần Trọng Toàn (2010–2013)
6. Phạm Hữu Chí (2013–2017)
7. Nguyễn Vũ Tú (2017–2020)
8. Nguyễn Vũ Tùng (2020–2024)
9. Vũ Hồ (2024–nay)

## Đại sứ quán, lãnh sự quán
Tại Hàn Quốc:
- Seoul (Đại sứ quán)
- Gwangju (Lãnh sự quán)

Tại Việt Nam: 
- Hà Nội (Đại sứ quán)
- Thành phố Hồ Chí Minh (Lãnh sự quán)